# Foo Fighters (álbum)
Foo Fighters es el álbum debut de la banda homónima de rock alternativo. Fue editado en el año 1995 bajo la discográfica Capitol Records, a través del sello independiente Roswell Records, propiedad del líder de Foo Fighters, Dave Grohl.
A pesar de que Grohl formó una banda después de grabar el álbum, él mismo tocó prácticamente todos los instrumentos en esta grabación. Lo conforman canciones que había escrito a lo largo de varios años, incluyendo el tiempo que estuvo en Nirvana. La grabación se realizó en octubre de 1994, en el estudio de Robert Lang en Seattle bajo la producción de su amigo Barrett Jones. Este fue el mismo estudio en que nueve meses antes Nirvana grabó las sesiones de «You Know You're Right».
El álbum alcanzó el lugar número 3 en las listas de popularidad del Reino Unido y el número 23 en Estados Unidos, vendiendo más de un millón de copias.

## Lista de canciones
Todas las canciones fueron escritas por Dave Grohl

| N.º   | Título                | Duración |  |
| 1.    | «This Is a Call»      | 3:53     |  |
| 2.    | «I'll Stick Around»   | 3:52     |  |
| 3.    | «Big Me»              | 2:12     |  |
| 4.    | «Alone + Easy Target» | 4:05     |  |
| 5.    | «Good Grief»          | 4:01     |  |
| 6.    | «Floaty»              | 4:29     |  |
| 7.    | «Weenie Beenie»       | 2:45     |  |
| 8.    | «Oh, George»          | 3:01     |  |
| 9.    | «For All the Cows»    | 3:29     |  |
| 10.   | «X-Static»            | 4:13     |  |
| 11.   | «Wattershed»          | 2:13     |  |
| 12.   | «Exhausted»           | 5:49     |  |
| 44:06 |                       |          |  |

| Bonus disc para la Special Oz Tour Edition |                                   |          |  |
| N.º                                        | Título                            | Duración |  |
| 1.                                         | «Winnebago» (Grohl, Geoff Turner) | 4:13     |  |
| 2.                                         | «Podunk»                          | 3:04     |  |
| 3.                                         | «How I Miss You»                  | 4:54     |  |
| 4.                                         | «Ozone» (Ace Frehley)             | 4:16     |  |
| 5.                                         | «For All the Cows» (En vivo)      | 3:33     |  |
| 6.                                         | «Buterflies» (En vivo)            | 2:15     |  |

## Créditos
- Dave Grohl – voz, guitarras, bajo, batería

Personal adicional
- Greg Dulli – guitarra en X-Static
- Krist Novoselic – bajo en Big Me (Revelado por Grohl el 5 de diciembre de 2017 en un concierto)

Producción
- Productores: Foo Fighters, Barrett Jones
- Ingeniero: Steve Culp
- Mezcla: Tom Rothrock, Rob Schnapf
- Masterizado: Stephen Marcussen
- Dirección de Arte: Tim Gabor
- Diseño: Tim Gabor
- Pinturas: Jaq Chartier
- Fotografía: Curt Doughty, Charles Peterson, Jeff Ross, Jennifer Youngblood
- Portada: Jennifer Youngblood